# Franse parlementsverkiezingen 1924
Op 11 mei 1924 werden er in Frankrijk parlementsverkiezingen gehouden die door het centrum-linkse Cartel des Gauches onder aanvoering van de socialistische Section Française de l'Internationale Ouvrière werden gewonnen. Het centrum- en centrum-rechtse Bloc National was de grote verliezer. Als resultaat werd een centrumlinks kabinet gevormd onder premier Édouard Herriot.

## Uitslag

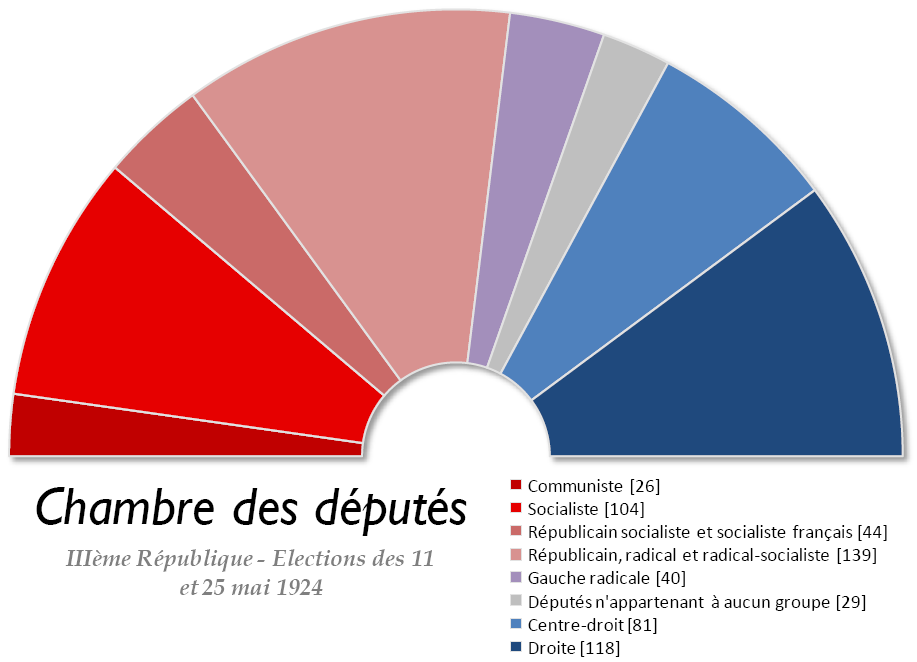
Verkiezingsuitslag

| Partij | %     | Zetels |
| --- | ----- | ------ |
| Conservatieven en Onafhankelijken (Conservateurs et Indépendants)                                                                                                | 4,2%  | 25     |
| Republikeinse Unie (Union Républicaine) | 35,3% | 204    |
| Onafhankelijke Radicalen (Radicaux Indépendants) Radicaal-Socialistische Partij (Parti Radical-Socialiste)                                                       | 17,9% | 162    |
| Republikeins-Socialistische Partij (Parti Républicain-Socialiste) Franse Sectie van de Arbeiders Internationale (Section Française de l'Internationale Ouvrière) | 20,1% | 104    |
| Communistische Partij van Frankrijk (Parti Communiste Français)                                                                                                  | 9,8%  | 26     |
| Overigen | 0,1%  | -      |
| Totaal | 100%  | 574    |

## Verwijzing
1. ↑  Het Cartel des Gauches bestond uit vijf groepen: 1) Section Française de l'Internationale Ouvrière, 2) Parti Républicain Socialiste, 3) Socialistes Indépendants, 4) Radicaux Indépendants en 5) Parti Républicain, Radical et Radical-Socialiste